# Zołotuchy
Zołotuchy – dawna wieś, folwark i koszarka kolejowa. Tereny na których leżały znajdują się obecnie na Białorusi, w obwodzie witebskim, w rejonie dokszyckim, w sielsowiecie Parafianowo.

## Historia
W czasach zaborów w powiecie wilejskim w guberni wileńskiej Imperium Rosyjskiego.
W dwudziestoleciu międzywojennym wieś, folwark i koszarka kolejowa leżały w Polsce, w województwie wileńskim, w powiecie duniłowickim, od 1926 w powiecie dziśnieńskim, w gminie Parafianów.
Według Powszechnego Spisu Ludności z 1921 roku zamieszkiwały folwark 42 osoby, 34 były wyznania rzymskokatolickiego a 8 prawosławnego. Jednocześnie wszyscy mieszkańcy zadeklarowali polską przynależność narodową. Było tu 7 budynków mieszkalnych. W 1931 wymieniono wieś, folwark  oraz koszarkę kolejową . Wieś w 11 domach zamieszkiwało 47 osób, folwark w 2 domach 13 osób a koszarkę kolejową w 1 domu 3 osoby.
Wierni należeli do parafii rzymskokatolickiej w Budsławiu i prawosławnej w Dokszycach. Miejscowość podlegała pod Sąd Grodzki w Dokszycach i Okręgowy w Wilnie; właściwy urząd pocztowy mieścił się w Parafianowie.